# Cherry – Das Ende aller Unschuld
Cherry – Das Ende aller Unschuld (Originaltitel Cherry) ist ein Filmdrama von Anthony und Joe Russo, das am 26. Februar 2021 in ausgewählte US-Kinos kam und am 12. März 2021 in das Programm von Apple TV+ aufgenommen wurde. Der Film basiert auf dem Roman Cherry von Nico Walker, den dieser im Gefängnis schrieb und der 2018 veröffentlicht wurde.

## Handlung
Der 18-jährige Student Cherry hält sich 2002 mit Nebenjobs als Kellner über Wasser. An der Universität lernt er Emily kennen, mit der er schon bald eine Liebesbeziehung eingeht und für die er auch seine in New Jersey studierende Freundin Madison verlässt. Mit der Zeit beginnt auch Emily, tiefere Gefühle für Cherry zu empfinden, und verkündet ihm deshalb, dass sie fortan an einer Universität in Montreal studieren wird, da sie insgeheim keine Beziehung eingehen möchte. Als sie ihre Entscheidung revidiert und Cherry gegenüber ihre Gefühle gesteht, heirateten beide. Cherry hatte sich zuvor allerdings in seiner emotionalen Lage für die U.S. Army verpflichtet, woraufhin sich beide dazu entscheiden, vorübergehend eine Fernbeziehung einzugehen.
2003 tritt Cherry so die Grundausbildung der Armee an. Da bei ihm eine Farbenblindheit diagnostiziert wird, steht ihm nur noch die Ausbildung zum Kriegssanitäter offen. Nach bestandener Prüfung wird er im Anschluss im Irak stationiert, wo er vom Krieg stark gezeichnet und traumatisiert wird. Als er 2005 in die Vereinigten Staaten zurückkehrt, hat er mit einer posttraumatischen Belastungsstörung zu kämpfen, woraufhin er beginnt, Xanax und Oxycodon gegen seine Angstzustände und Schmerzen zu nehmen. Schon bald entwickelt sich daraus eine Tablettensucht, die in Verbindung mit Cherrys Wutausbrüchen vor allem Emily vor große Herausforderungen stellt. Auch sie leidet zunehmend unter dem Zustand ihres Mannes, sodass beide schließlich beginnen, Heroin zu konsumieren.
In der Folgezeit entwickelt sich das Paar zunehmend zu Junkies. Als Emily fast an einer Überdosis stirbt, wird sie von Cherry gebeten, dass sie ihn verlassen soll, um nicht sein Schicksal zu teilen. Emily entscheidet sich jedoch dafür, bei ihm zu bleiben. Ihr exzessiver Drogenkonsum führt schließlich dazu, dass Cherry hohe Geldschulden bei seinem Dealer Pills hat. So beginnt er damit, kleinere Banken auszurauben, um seinen Lebensstil zu finanzieren. Im Verlaufe der Zeit hilft auch Pills bei den Überfällen mit, wird schließlich aber angeschossen und verstirbt.
Cherry wird daraufhin im Jahr 2007 von Black, dem Boss von Pills, kontaktiert und soll für ihn Pills’ Schulden abbezahlen. So raubt Cherry noch einmal eine Bank aus, bittet die Bankangestellte allerdings, den Alarm auszulösen. Nachdem er seine Schulden bei Black bezahlt hat, lässt er sich von der Polizei widerstandslos festnehmen. Fortan muss er eine mehrjährige Haftstrafe im Gefängnis verbüßen. Nach seiner vorzeitigen Entlassung im Jahr 2021 wird er schließlich von Emily in Empfang genommen.

## Literarische Vorlage und Biografisches
“There was nothing better than to be young and on heroin. Emily and I were living together. The days were bright. You didn’t worry about jobs because there weren’t any.”

„Es gab nichts Schöneres, als jung und auf Heroin zu sein. Emily und ich lebten zusammen. Die Tage waren heiter. Man machte sich keine Gedanken über die Arbeit, weil es keine gab.“

Der Film basiert auf dem Roman Cherry von Nico Walker, der im August 2018 bei Knopf veröffentlicht wurde. Im darauffolgenden Jahr erschien das Buch in einer Übersetzung von Daniel Müller im Heyne-Verlag. Es handelt sich bei dem halb autobiographischen Werk, in dem ein junger Mann nach seiner Zeit im Sanitätsdienst der US-Army im Irak von seinen Kriegserfahrungen heimgesucht wird, um Walkers Debütroman.

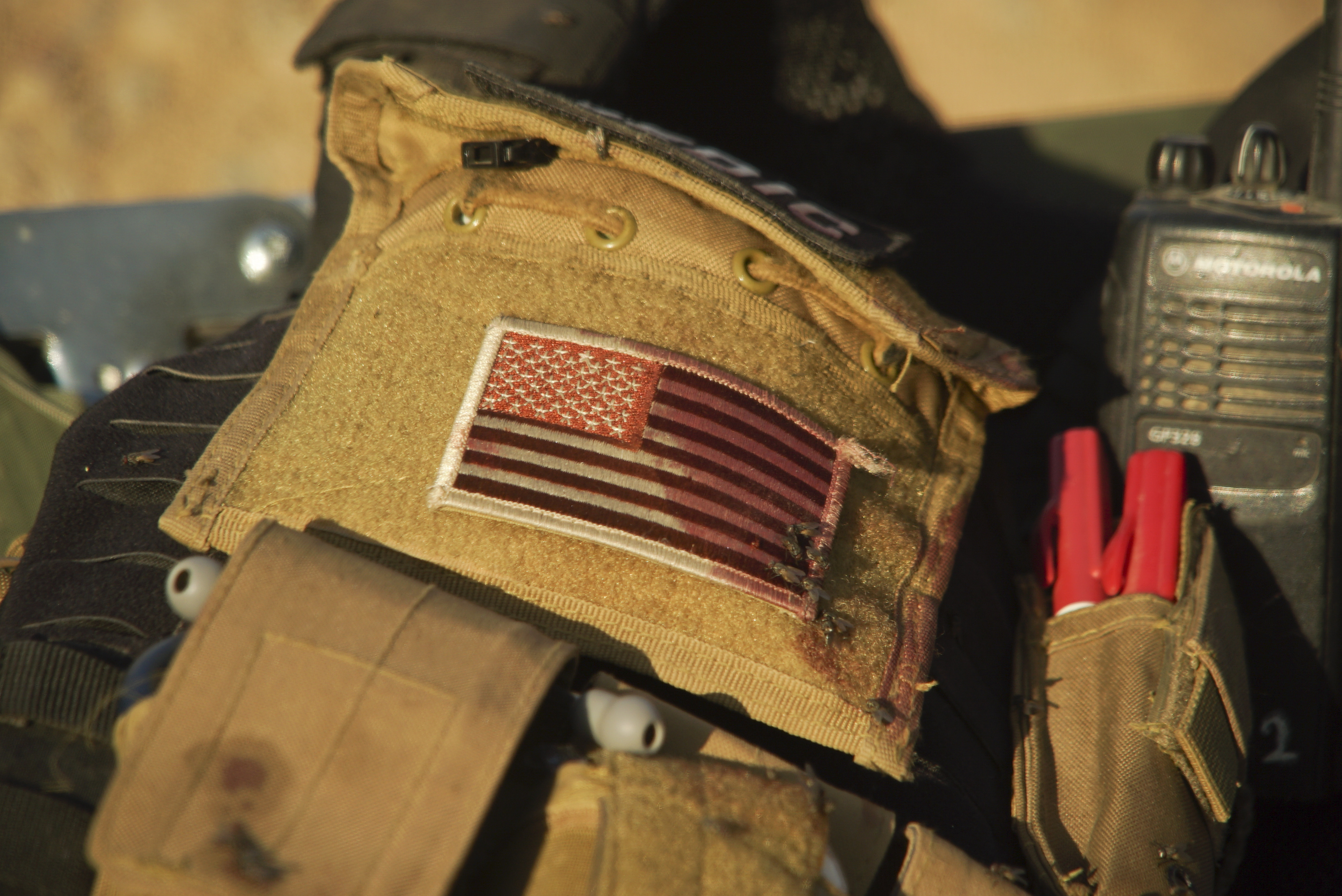
Nico Walker, der im Irakkrieg in mehr als 250 Einsätzen als Sanitäter diente, fühlte sich unzureichend ausgebildet, zudem überarbeitet und konnte aufgrund fehlender Ausrüstung die verletzten Kollegen und Zivilisten oft nicht mehr als mit Verbänden versorgen

Als „Cherry“ (englisch für „Kirsche“) wird im Jargon der US-Army ein unerfahrener Soldat bezeichnet, der noch neu in einem Einsatzgebiet ist. Gleichzeitig bezieht sich der Titel auch auf den Erzähler, einen sehr jungen Mann, der in jeder Situation seines Lebens völlig überfordert ist. Walker kam im Jahr 2006 mit 21 Jahren als Veteran der US Army zurück aus dem Irakkrieg, wo er rund ein Jahr in mehr als 250 Einsätzen als Sanitäter diente. Dann geriet sein Leben aus den Fugen. Zurück in Ohio wurde er heroinabhängig, überfiel elf Banken und wurde im Jahr 2012 zu elf Jahren Gefängnis verurteilt, die er in der Federal Correctional Institution in Ashland, Kentucky, verbringt.
Das Buch ist in sechs Kapitel unterteilt: „Part One: When Life Was Just Beginning“, „Part Two: Adventure“, „Part Three: Cherry“, „Part Four: Hummingbird“, „Part Five: The Great Dope Fiend Romance“ und „Part Six: A Comedown.“ Auf den letzten Seiten folgt eine Art Danksagung, insbesondere an Tim O’Connell: „And if you’ve read this book and you thought the main character was an *sshole but you kind of liked him, that was all because of Tim O’Connell.“ Der Lektor hatte ihn über vier Jahre hinweg bei dem Schreibprozess begleitet. Die Zeit bei der US-Army hätte „eine Gewalt“ in sein Leben gebracht, so Walker, und er habe während des Einsatzes wahnsinnig viel Aggression aufgestaut, die er jedoch irgendwann abgelegt habe. Der Überfall, der zu seiner Verhaftung führte, eröffnet und beendet das Buch. Die Geschichte wird in drei Abschnitten erzählt, vor dem Krieg, im Krieg, nach dem Krieg, und folgt einer Abwärtsspirale. So entwickelt sich aus Walkers exzessivem Gebrauch von Schmerzmitteln eine handfeste Heroinabhängigkeit. Um seine Sucht und die seiner Frau zu finanzieren, wird er später zu einem sorglosen, fast lässigen Bankräuber.
Thomas Wörtche von Deutschlandfunk Kultur bemerkt, Walkers Cherry verhandele gleich drei brennende Themen der US-Politik: „Veteranen, Opioid-Krise, Knast.“ Besonders unangenehm stoße jedoch Walkers Umgang mit den Frauenfiguren auf, so Wörtche:
„Entweder sentimental-erhöhend oder verächtlich. Das mag natürlich milieubedingt sein, aber die sprachliche Inszenierung setzt dem Erzählten keinen Widerstand entgegen.“ Vermutlich sollte man das Buch als eine Art literarischer Selbsttherapie lesen, für die man dem Autor Respekt zollen kann.

## Produktion
Regie führten die Brüder Anthony und Joe Russo, während deren jüngere Schwester Angela Russo-Otstot und Jessica Goldberg Walkers Roman adaptierten. Die Russo-Brüder haben eine persönliche Verbindung zur Geschichte, die in Cherry erzählt wird. So wuchs Nico Walker in der gleichen Gegend in Cleveland wie die Regisseure auf. Auch in ihrem privaten Umfeld sei Opioidabhängigkeit ein Thema gewesen, auch in ihrer Familie. Daher wussten sie, dass ihre Schwester ein Verständnis für die Geschichte aufbringen würde. Diese bemerkte, obwohl sie das meiste, was die Hauptfigur durchmachte vielleicht nicht selbst erlebten, habe sich die Welt, in der sich der namenlose junge Mann bewegt vertraut angefühlt.
Wie der Roman ist auch der Film in Kapitel unterteilt, von denen jedes seine eigene visuelle Identität hat. Obwohl jedes Kapitel unterschiedliche Objektive und unterschiedliche visuelle Ansätze verwendet, war es dem Kameramann Newton Thomas Sigel wichtig, dass der Film immer noch als eine zusammenhängende Geschichte funktioniert. Sigel erklärte, dass das Seitenverhältnis während der Bootcamp-Sequenz 1: 66: 1 beträgt, weil Cherry „seine Welt eingeengt hat. Er kann nicht glauben, dass er in dieser Kiste steckt. Es scheint ihm absurd.“ Sigel fuhr fort. „Wir haben uns aufgrund der Qualität des Objektivs entschieden, nicht nur das Seitenverhältnis zu ändern, sondern die gesamte Sequenz mit einem bestimmten Objektiv aufzunehmen. Es ist eine sehr breite Linse. […] Es entsteht ein seltsames Gefühl der Verzerrung.“ Weiter erklärten die Macher, das erste Kapitel sei von Realismus geprägt, das zweite von Absurdismus, und auch das Produktionsdesign sei anders, ebenso der Habitus der Figuren und die Farbpalette. So sollte die große Veränderung der Psyche des jungen Mannes zum Ausdruck gebracht werden und die Veränderungen in seinem Leben, anfänglich noch verliebt werde er erst zu einem Soldaten, dann einem Süchtigen und schließlich einem Verbrecher. Zur im ersten Kapitel verwendeten Linse erklärte Joe Russo, diese trage den Namen Petzval und mache den Fokus um das zentrale Motiv weicher, was dem Bild eine romantische Qualität verleihe. Im Gegensatz hierzu lasse das reduzierte Seitenverhältnis während der Grundausbildung mit seinem eher quadratischen Rahmen und einem Weitwinkelobjektiv aufgenommen solche Szenen fast karikaturistisch erscheinen.

| Darsteller       | Synchronsprecher  | Rolle           |
| ---------------- | ----------------- | --------------- |
| Tom Holland      | Christian Zeiger  | Cherry          |
| Ciara Bravo      | Paulina Rümmelein | Emily           |
| Michael Rispoli  | Dustin Peters     | Tommy           |
| Forrest Goodluck | Benjamin Krause   | James Lightfoot |

Tom Holland spielt im Film in der Hauptrolle das Alter Ego des Romanautors Nico Walker. Ciara Bravo ist in der Rolle seiner Freundin und späteren Frau Emily zu sehen.
Die deutsche Synchronisation entstand nach einem Dialogbuch und unter der Dialogregie von Solveig Duda im Auftrag von FFS Film- & Fernseh-Synchron, München.
Die Filmmusik komponierte Henry Jackman, der mit Joe Russo zuletzt für Tyler Rake: Extraction und mit beiden Brüdern für The Return of the First Avenger zusammenarbeitete. Das Soundtrack-Album mit insgesamt 27 Musikstücken wurde am 26. Februar 2021 von Lakeshore Records als Download veröffentlicht.
Der Film kam am 26. Februar 2021 in ausgewählte US-Kinos und wurde am 12. März 2021 in das Programm von Apple TV+ aufgenommen. Am 23. Februar 2021 präsentierte Apple den Film bereits vorab im Rahmen einer virtuellen Premiere, gefolgt von einem Q&A mit den Regisseuren und den Schauspielern Holland und Bravo.

## Rezeption

### Altersfreigabe
In den USA erhielt der Film von der MPAA ein R-Rating, was einer Freigabe ab 17 Jahren entspricht.

### Kritiken
Insgesamt stieß der Film bei den Kritikern auf geteiltes Echo. Immer wieder wurde hierbei angemerkt, der Film leide unter der Fokussierung auf stilistische Elemente und den vielen visuellen Spielereien, was dem Hauptdarsteller Tom Holland kaum eine Möglichkeit gebe, eine ausreichende Tiefgründigkeit in die Rolle von Cherry zu legen und die Leere darzustellen, die sich im Leben des an die reale Geschichte des ehemaligen Opioid-Süchtigen Nico Walker angelehnten Protagonisten eingestellt hat.

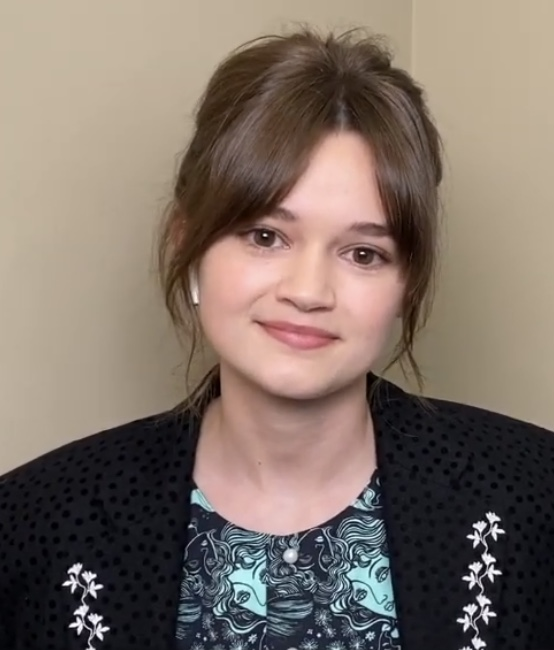
Ciara Bravo spielt Emily

So erklärt David Ehrlich von IndieWire, mit den unbegründeten Steigerungen im Tempo, den visualisierten Dialogen und den Farbtupfern, die an das kleine Mädchen in Schindlers Liste erinnern, fühle sich Cherry manchmal eher wie ein Live-Action-Comic an, mehr noch als es bei den Avengers-Filmen der Fall war. Man nehme Tom Holland, eher bekannt dafür eine aufrichtige Figur zu spielen, die Gleichgültigkeit des Charakters in dieser Rolle nicht wirklich ab. Holland als Cherry und Ciara Bravo als Emily würden zwar ein gutes Paar abgeben, doch ihr äußerst junges Aussehen gehe auf Kosten der Glaubwürdigkeit, wenn sie beide im Laufe des Films altern.
Thomas Schultze von Blickpunkt:Film schreibt in seiner Kritik: „Weniger wäre vielleicht mehr gewesen.“ Der Film wolle ein Epos sein, hätte aber kein Epos sein müssen. Auch wenn der Film durchwegs kompetent und visuell ansprechend sei, machten sich manchmal auch Längen bemerkbar bei diesem gut beobachteten Einzelschicksal, das stellvertretend steht für eine Generation junger Menschen in den USA, die vom Militär verheizt und Zuhause allein gelassen werden mit ihren Traumata und den unaussprechlichen Dingen, die sie an der Front miterleben mussten. Gleichzeitig könne der Film nicht lauter sein in seiner Anklage, wie die endlosen Kriege Amerikas die Opioid-Krise in den ruralen Gegenden des Landes befeuern und unschuldige Menschenleben auch an der Heimatfront brechen, so Schultze. Indem sie als Musik Songs der Woodstock-Ära einsetzen, von People’s-Rock-Bands wie Grand Funk oder Mountain, würden die Russos eine clevere Brücke zu einer Zeit mehr als 20 Jahre früher als die Handlung ihres Films schlagen, als Vietnam ebenfalls unauslöschliche Narben schlug: „Wer nicht aus der Geschichte lernt, ist dazu verdammt, sie zu wiederholen.“
Patrick Heidmann von epd Film erklärt, all das sei als Narrativ im Kino nicht sehr neu, aber durchaus erschütternd. Allerdings lasse einen Cherry ziemlich kalt, was nicht zuletzt daran liege, dass der Film es von Anfang an versäumt, seinem Protagonisten eine echte Persönlichkeit zu verpassen oder die große Liebe zwischen ihm und Emily nachvollziehbar zu machen. Auch Heidmann bemängelt, dass bei der Übertragung der Ich-Erzählperspektive ins Drehbuch Jessica Goldberg und Angela Russo-Otstot nichts anderes einfalle, als ihn in einer Tour das Offensichtliche kommentieren zu lassen. Überhaupt schienen die Russos aus den riesigen Dimensionen der Marvel-Welten die irrige Annahme mitgebracht zu haben, man könne Feinheiten auch mit dem Holzhammer herausarbeiten.

### Auszeichnungen
American Society of Cinematographers Awards 2021
- Nominierung für die Beste Kamera (Newton Thomas Sigel)[25]

Golden Reel Awards 2021
- Nominierung für den Besten Tonschnitt bei Effekten[26]